# Heta-uma
Heta-uma  (ヘタウマ ou ヘタうま)é um movimento de mangá underground japonês iniciado na década de 1970 com a revista Garo. O termo heta-uma pode ser traduzido como “ruim, mas bom”, designando uma obra que parece mal desenhada, mas que possui uma qualidade estética consciente — em contraste com o visual polido dos mangás convencionais.

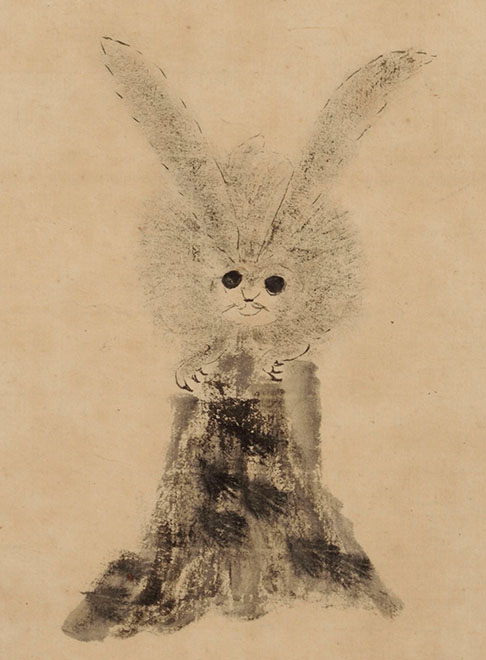
A "pintura do coelho" de Tokugawa Iemitsu é considerada, por espectadores contemporâneos, um exemplo pioneiro do estilo heta-uma

Alguns dos principais artistas do heta-uma são Teruhiko Yumura (sob o pseudônimo "King Terry"), Yoshikazu Ebisu e Takashi Nemoto.